# Diplommatina
Diplommatina es un género de moluscos gasterópodos terrestres de la familia Diplommatinidae, en el orden Mesogastropoda.

## Especies
- Diplommatina abbreviata Heude, 1885
- Diplommatina abiesiana Budha & Naggs, 2017
- Diplommatina acme Laidlaw, 1949
- Diplommatina aculus Möllendorff, 1894
- Diplommatina adversa (Adam & Adams, 1851)
- Diplommatina aetarum Zilch, 1953
- Diplommatina akirai Chang & Ookubo, 1998
- Diplommatina akron Panha & J. B. Burch, 1998
- Diplommatina aldrichi Godwin-Austen, 1890
- Diplommatina ampla Pilsbry, 1902
- Diplommatina amurensis Mousson, 1887
- Diplommatina angulata Stanisic, 2010
- Diplommatina angulifera Bavay & Dautzenberg, 1912
- Diplommatina antheae Vermeulen, 1993
- Diplommatina apicina (Gredler, 1885)
- Diplommatina asynaimos Vermeulen, 1993
- Diplommatina attenuata Laidlaw, 1949
- Diplommatina auriculata Möllendorff, 1897
- Diplommatina aurisdiaboli Vermeulen, 1993
- Diplommatina azlani Marzuki, 2019
- Diplommatina balerica Quadras & Möllendorff, 1896
- Diplommatina baliana Fulton, 1899
- Diplommatina baritensis E. A. Smith, 1893
- Diplommatina beccarii Issel, 1874
- Diplommatina beckmanni Maassen, 2007
- Diplommatina belonis Möllendorff, 1900
- Diplommatina bicolor Möllendorff, 1887
- Diplommatina bicoronata Martens, 1884
- Diplommatina bidentata Vermeulen, Liew & Schilthuizen, 2015
- Diplommatina bifissurata Bavay & Dautzenberg, 1912
- Diplommatina blanfordiana
- Diplommatina boettgeri Möllendorff, 1887
- Diplommatina boholensis Quadras & Möllendorff, 1896
- Diplommatina bonensis Maassen, 2007
- Diplommatina boucheti Maassen, 2007
- Diplommatina breviplica Möllendorff, 1893
- Diplommatina brunonis E. A. Smith, 1895
- Diplommatina burleyi Maassen, 2007
- Diplommatina busanensis Godwin-Austen, 1889
- Diplommatina cacuminulus Vermeulen, 1993
- Diplommatina cagayanica Möllendorff, 1893
- Diplommatina calcarata Möllendorff, 1897
- Diplommatina calvula Vermeulen, 1993
- Diplommatina canaliculata Möllendorff, 1887
- Diplommatina canarica Beddome, 1875
- Diplommatina cebuensis Möllendorff, 1887
- Diplommatina celebensis Maassen, 2007
- Diplommatina centralis Vermeulen, 1993
- Diplommatina chaoi C.-C. Hwang, K.-M. Chang & H.-W. Chang, 2001
- Diplommatina chejuensis O.-K. Kwon & J.-S. Lee, 1991
- Diplommatina chrysostoma E. A. Smith, 1897
- Diplommatina circumstomata Kuroda & Abe, 1980
- Diplommatina clausilioides Bavay & Dautzenberg, 1912
- Diplommatina collarifera Schmacker & Boettger, 1890
- Diplommatina concavospira Möllendorff, 1894
- Diplommatina concinna H. Adams, 1872
- Diplommatina concolor Quadras & Möllendorff, 1893
- Diplommatina conditioria Maassen, 2007
- Diplommatina confusa Heude, 1885
- Diplommatina congener E. A. Smith, 1894
- Diplommatina conica Möllendorff, 1885
- Diplommatina consularis Gredler, 1886
- Diplommatina contracta Möllendorff, 1886
- Diplommatina crassa Pilsbry, 1901
- Diplommatina crispata Stoliczka, 1871
- Diplommatina cristata Gredler, 1887
- Diplommatina crosseana Godwin-Austen & Nevill, 1879
- Diplommatina crystallodes Quadras & Möllendorff, 1896
- Diplommatina cyclostoma Möllendorff, 1897
- Diplommatina cyrtochilus Quadras & Möllendorff, 1895
- Diplommatina cyrtorhitis Vermeulen, 1993
- Diplommatina dandanensis Kuroda, 1941
- Diplommatina danzyonarium Kuroda, 1973
- Diplommatina decapitata Vermeulen, Luu, Theary & Anker, 2019
- Diplommatina decaryi Bavay & Germain, 1920
- Diplommatina decipiens Zilch, 1953
- Diplommatina decollata van Benthem Jutting, 1958
- Diplommatina demorgani Laidlaw, 1949
- Diplommatina diminuta Möllendorff, 1891
- Diplommatina diplocheilus Benson, 1857
- Diplommatina diploloma Quadras & Möllendorff, 1895
- Diplommatina diplostoma Rensch, 1931
- Diplommatina doichiangdao Panha & J. B. Burch, 1998
- Diplommatina dormitor Pilsbry, 1902
- Diplommatina dumogaensis Maassen, 2007
- Diplommatina duplicilabra van Benthem Jutting, 1948
- Diplommatina electa Fulton, 1905
- Diplommatina elegans Möllendorff, 1890
- Diplommatina elegantissima Quadras & Möllendorff, 1895
- Diplommatina elisabethae Möllendorff, 1887
- Diplommatina everetti E. A. Smith, 1893
- Diplommatina evexa Vermeulen, 1993
- Diplommatina excentrica E. A. Smith, 1893
- Diplommatina exilis W. T. Blanford, 1863
- Diplommatina exserta Godwin-Austen, 1886
- Diplommatina ferrumequinum Vermeulen, 1993
- Diplommatina filicostata Möllendorff, 1893
- Diplommatina fistulata Budha & Naggs, 2017
- Diplommatina floresiana E. A. Smith, 1897
- Diplommatina floris B. Rensch, 1931
- Diplommatina fluminis B. Rensch, 1931
- Diplommatina folliculus (L. Pfeiffer, 1846)
- Diplommatina fulva Möllendorff, 1901
- Diplommatina futilis Gredler, 1887
- Diplommatina germaini Bavay & Dautzenberg, 1912
- Diplommatina gibbera Pilsbry & Hirase, 1904
- Diplommatina godawariensis Budha & Naggs, 2017
- Diplommatina godwini Möllendorff, 1898
- Diplommatina goliath Vermeulen, 1996
- Diplommatina gomantongensis E. A. Smith, 1894
- Diplommatina goniocampta Quadras & Möllendorff, 1895
- Diplommatina gonostoma Möllendorff, 1894
- Diplommatina gotoensis Pilsbry & Hirase, 1908
- Diplommatina gracilis Beddome, 1875
- Diplommatina halimunensis Nurinsiyah & Hausdorf, 2017
- Diplommatina heryantoi Nurinsiyah & Hausdorf, 2017
- Diplommatina herziana Möllendorff, 1886
- Diplommatina heteroglypha van Benthem Jutting, 1948
- Diplommatina hidaensis Ogaito & Ieyama, 1997
- Diplommatina hidagai Panha, 1998
- Diplommatina huangi Ueng & Wang, 2005
- Diplommatina hungerfordiana Nevill, 1881
- Diplommatina hypipamee Stanisic, 2010
- Diplommatina immersidens Pilsbry & Hirase, 1904
- Diplommatina inermis Gredler, 1887
- Diplommatina inferocuspis J.-C. Lee & W.-L. Wu, 2005
- Diplommatina insularis Tongkerd & Panha, 2013
- Diplommatina insularum Pilsbry, 1901
- Diplommatina intermedia Heude, 1890
- Diplommatina inthanon Panha & J. B. Burch, 2001
- Diplommatina irregularis Möllendorff, 1887
- Diplommatina isolata Maassen, 2007
- Diplommatina isseli Godwin-Austen, 1889
- Diplommatina javana Möllendorff, 1897
- Diplommatina jirasaki Panha, Kanchanasaka & J. B. Burch, 2002
- Diplommatina jonabletti Greķe, 2017
- Diplommatina kakenca Nurinsiyah & Hausdorf, 2017
- Diplommatina karenkoensis Kuroda, 1941
- Diplommatina kewlom Panha & J. B. Burch, 1998
- Diplommatina kiiensis Pilsbry, 1902
- Diplommatina kittelorum Maassen, 2007
- Diplommatina kobelti Pilsbry, 1901
- Diplommatina krabiensis Panha & J. B. Burch, 1998
- Diplommatina kumejimana Pilsbry & Hirase, 1904
- Diplommatina kyobuntoensis Kuroda & Miyanaga, 1943
- Diplommatina kyushuensis Pilsbry & Hirase, 1904
- Diplommatina lacrimans Vermeulen, 1993
- Diplommatina laevis Fulton, 1899
- Diplommatina laidlawi Sykes, 1903
- Diplommatina lamellata Crosse, 1895
- Diplommatina lateralis Pilsbry & Hirase, 1904
- Diplommatina latilabris Kobelt, 1886
- Diplommatina lemyrei Bavay & Dautzenberg, 1904
- Diplommatina lenggongensis Tomlin, 1941
- Diplommatina leptospira Möllendorff, 1897
- Diplommatina leucopsis van Benthem Jutting, 1958
- Diplommatina leytensis Möllendorff, 1893
- Diplommatina lombockensis E. A. Smith, 1898
- Diplommatina lourinae Poppe, Tagaro & Sarino, 2015
- Diplommatina luchuana Pilsbry, 1901
- Diplommatina lucifuga van Benthem Jutting, 1958
- Diplommatina luodianensis T.-C. Luo, D.-N. Chen & W.-C. Zhou, 2008
- Diplommatina lutea Beddome, 1889
- Diplommatina lygipleura Vermeulen, 1993
- Diplommatina lyrata (Gould, 1859)
- Diplommatina madaiensis Vermeulen, 1993
- Diplommatina maduana Laidlaw, 1949
- Diplommatina maedai Kuroda, 1941
- Diplommatina maibrat Greķe, 2017
- Diplommatina maipokhariensis Budha & Naggs, 2017
- Diplommatina majapahit Greķe, 2019
- Diplommatina masarangensis P. Sarasin & F. Sarasin, 1899
- Diplommatina masbatica Quadras & Möllendorff, 1895
- Diplommatina megaloptyx Möllendorff, 1894
- Diplommatina meijaardi Vermeulen, 1996
- Diplommatina meratusensis Vermeulen, 1993
- Diplommatina mertoni C. R. Boettger, 1922
- Diplommatina messageri Ancey, 1904
- Diplommatina micropleuris Möllendorff, 1893
- Diplommatina microstoma Möllendorff, 1887
- Diplommatina mindanavica Quadras & Möllendorff, 1895
- Diplommatina miraculumdei Vermeulen, 1993
- Diplommatina miriensis Godwin-Austen, 1917
- Diplommatina moluccensis Greķe, 2017
- Diplommatina moluensis E. A. Smith, 1893
- Diplommatina mongondowensis Maassen, 2007
- Diplommatina munipurensis Godwin-Austen, 1892
- Diplommatina naiyanetri Panha, 1997
- Diplommatina nakashimai Minato, 2015
- Diplommatina natunensis E. A. Smith, 1894
- Diplommatina nesiotica Pilsbry & Hirase, 1909
- Diplommatina nevilli Crosse, 1879
- Diplommatina niahensis Godwin-Austen, 1889
- Diplommatina nimanandhi Panha, Kanchanasaka & J. B. Burch, 2002
- Diplommatina nipponensis Möllendorff, 1885
- Diplommatina nishii Yamamoto & K. Uozumi, 1988
- Diplommatina nodifera Möllendorff, 1891
- Diplommatina obliquestriata Maassen, 2007
- Diplommatina occulodentata Chang & Tada, 1997
- Diplommatina oedogaster Vermeulen, 1993
- Diplommatina onyx Fulton, 1901
- Diplommatina ookuboi Chang & Tada, 1997
- Diplommatina oshimae Pilsbry, 1901
- Diplommatina oviformis Fulton, 1901
- Diplommatina pachycheilus Benson, 1857
- Diplommatina parabates Laidlaw, 1949
- Diplommatina patani Greķe, 2017
- Diplommatina paxillus (Gredler, 1881)
- Diplommatina pentaechma Laidlaw, 1949
- Diplommatina perpusilla Möllendorff, 1897
- Diplommatina pilanensis Chang & Tada, 2003
- Diplommatina pilula Chang & Tada, 1998
- Diplommatina pimelodes Möllendorff, 1890
- Diplommatina planicollis Möllendorff, 1897
- Diplommatina plecta Fulton, 1901
- Diplommatina polypleuris
- Diplommatina pongrati Panha, Kanchanasaka & J. B. Burch, 2002
- Diplommatina prakayangensis Panha, 1998
- Diplommatina prava Pilsbry & Hirase, 1905
- Diplommatina prostoma Möllendorff, 1894
- Diplommatina pseudopolita Maassen, 2007
- Diplommatina pseudopomatias Gredler, 1902
- Diplommatina pseudotayalis Y.-C. Lee & K.-M. Chang, 2004
- Diplommatina pudica Pilsbry, 1902
- Diplommatina pullula Benson, 1859
- Diplommatina pupinella Heude, 1885
- Diplommatina puppensis Blanford, 1863
- Diplommatina pyra Heude, 1885
- Diplommatina radiiformis Preston, 1913
- Diplommatina recta E.A. Smith, 1895
- Diplommatina regularis
- Diplommatina riedeli Maassen, 2007
- Diplommatina ristiae Nurinsiyah & Hausdorf, 2017
- Diplommatina roebeleni Möllendorff, 1887
- Diplommatina rotundata Saurin, 1953
- Diplommatina rubellaria Zilch, 1953
- Diplommatina rubicunda
- Diplommatina rubra Godwin-Austen, 1889
- Diplommatina rufa Möllendorff, 1882
- Diplommatina rupicola Möllendorff, 1887
- Diplommatina saginata Pilsbry, 1901
- Diplommatina salgharica Budha & Backeljau, 2017
- Diplommatina samuiana Möllendorff, 1894
- Diplommatina satanomisakiensis Habe, 1953
- Diplommatina schadenbergi Möllendorff, 1888
- Diplommatina schmackeriana Yen, 1939
- Diplommatina schmidti Martens, 1908
- Diplommatina sculptilis Möllendorff, 1885
- Diplommatina seimundi Laidlaw, 1949
- Diplommatina semisculpta
- Diplommatina septentrionalis Pilsbry, 1901
- Diplommatina serempakensis Vermeulen, 1993
- Diplommatina setchuanensis Heude, 1885
- Diplommatina sherfaiensis Godwin-Austen, 1870
- Diplommatina shikokuensis Kuroda, Abe & Habe, 1961
- Diplommatina shishanensis C.-C. Hwang, K.-M. Chang & Tada, 2009
- Diplommatina shivapuriensis Budha & Backeljau, 2017
- Diplommatina shuitianensis C.-C. Hwang, K.-M. Chang & Tada, 2009
- Diplommatina silanensis Maassen, 2007
- Diplommatina silvicola Godwin-Austen, 1886
- Diplommatina sinistra Tomlin, 1938
- Diplommatina sinulabris Möllendorff, 1902
- Diplommatina siriphumi Panha & J. B. Burch, 2001
- Diplommatina skeati Sykes, 1903
- Diplommatina slapcinskyi Greķe, 2017
- Diplommatina smithi Kobelt & Möllendorff, 1898
- Diplommatina solomonensis
- Diplommatina soror Vermeulen, 1993
- Diplommatina sperata W. T. Blanford, 1862
- Diplommatina spinosa Godwin-Austen, 1889
- Diplommatina stibara Vermeulen, 1993
- Diplommatina streptophora Laidlaw, 1949
- Diplommatina strongyla Vermeulen, 1993
- Diplommatina subcalcarata Möllendorff, 1894
- Diplommatina subcylindrica Möllendorff, 1882
- Diplommatina subglaber Vermeulen, 1992
- Diplommatina subisensis Vermeulen, 1993
- Diplommatina sulcicollis Möllendorff, 1897
- Diplommatina sulphurea E. A. Smith, 1893
- Diplommatina superba Godwin-Austen & Nevill, 1879
- Diplommatina supralamellata Maassen, 2007
- Diplommatina suratensis Panha & J. B. Burch, 1998
- Diplommatina syabrubesiensis Budha & Backeljau, 2017
- Diplommatina sykesi Fulton, 1901
- Diplommatina symmetrica Hedley, 1891
- Diplommatina tablasensis Hidalgo, 1888
- Diplommatina tadai Chang, 1997
- Diplommatina taiwanica Pilsbry & Hirase, 1905
- Diplommatina tammesboltae Maassen, 2007
- Diplommatina tanegashimae Pilsbry, 1901
- Diplommatina tantilla (Gould, 1859)
- Diplommatina tattakaensis Chang, Tada & Hwang, 1999
- Diplommatina tayalis Kuroda, 1941
- Diplommatina telnovi Greķe, 2017
- Diplommatina tenuilabiata Fulton, 1901
- Diplommatina tetragonostoma Möllendorff, 1897
- Diplommatina theobaldi
- Diplommatina timorensis Greke, 2017
- Diplommatina tonkiniana Jaeckel, 1950
- Diplommatina torajaensis Maassen, 2007
- Diplommatina toretos Vermeulen, 1993
- Diplommatina torokkuensis Chang & Tada, 2003
- Diplommatina torquilla van Benthem Jutting, 1958
- Diplommatina tosana Pilsbry & Hirase, 1904
- Diplommatina tosanella Pilsbry & Hirase, 1904
- Diplommatina triangulata Yen, 1939
- Diplommatina tuberifera Zilch, 1953
- Diplommatina tumens Fulton, 1899
- Diplommatina tungwangorum J.-C. Lee & K.-M. Chang, 2004
- Diplommatina turris Pilsbry, 1901
- Diplommatina turritella Möllendorff, 1894
- Diplommatina tweediei Laidlaw, 1949
- Diplommatina tylocheilos Vermeulen, Liew & Schilthuizen, 2015
- Diplommatina tyosenica Kuroda & Miyanaga, 1939
- Diplommatina ujiinsularis Minato, 1982
- Diplommatina ultima Pilsbry & Hirase, 1909
- Diplommatina ungulata
- Diplommatina unicrenata Godwin-Austen, 1897
- Diplommatina uozumii Minato, 1976
- Diplommatina uzenensis Pilsbry, 1900
- Diplommatina ventriculus Möllendorff, 1891
- Diplommatina ventriosa Pilsbry & Hirase, 1904
- Diplommatina vermeuleni Maassen, 2007
- Diplommatina waigeoensis Greķe, 2017
- Diplommatina welzeni Vermeulen, 1993
- Diplommatina whiteheadi E.A. Smith, 1898
- Diplommatina yakushimae Pilsbry, 1901
- Diplommatina yonakunijimana Pilsbry & Hirase, 1909